# Ыунап, Янар
Янар Ыунап (эст. Janar Õunap; 9 сентября 1994, Вильянди) — эстонский футболист, защитник.

## Биография
Воспитанник клуба «Тулевик» (Вильянди). В 2010 году начал выступать на взрослом уровне за второй состав клуба. В 2011 году основная команда «Тулевика» была переведена по организационным причинам во вторую лигу Эстонии и футболист стал играть за основной состав. В 2013 году вместе с клубом поднялся в первую лигу.
Летом 2013 года перешёл в таллинскую «Флору», однако не смог закрепиться в основной команде. В первом сезоне провёл только один матч в Кубке Эстонии — 6 августа 2013 года против «Тулевика». В 2014 году на старте сезона принял участие в матче Суперкубка Эстонии и стал обладателем трофея, а в высшей лиге сыграл дебютный матч 20 мая 2014 года против «Левадии», оставшийся в этом сезоне единственным. В чемпионате 2015 года провёл 6 матчей и стал в том сезоне чемпионом страны. Также выступал за «Флору-2», с которой в 2014 и 2015 годах побеждал в первой лиге.
Пропустив первую половину 2016 года, летом вернулся в «Тулевик» и стал победителем первой лиги. С 2017 года в течение трёх сезонов выступал в высшей лиге. Был капитаном команды. В начале 2020 года 25-летний футболист объявил о завершении игровой карьеры из-за хронических проблем с коленями.
Всего в высшей лиге Эстонии сыграл 99 матчей и забил 3 гола.
Вызывался в сборные Эстонии младших возрастов, но не был их регулярным основным игроком. Всего провёл не менее 19 матчей.
В 2020 году работал ассистентом тренера «Тулевика». Имеет тренерскую лицензию «С».

## Достижения
- Чемпион Эстонии: 2015
- Обладатель Суперкубка Эстонии: 2014